# Gens Atia
La gens Atia, o Attia, in italiano Azia o Attia era una famiglia della Roma antica. Il primo esponente della gens ad acquistare importanza è stato Lucio Azio, tribuno militare nel 178 a.C. Durante la guerra civile fra i sostenitori di Cesare e quelli di Pompeo, molti Atii si schierarono apertamente e presero parte ai combattimenti, a favore dell'uno o dell'altro. La gens Attia potrebbe essere la stessa famiglia degli Atii, infatti gli individui noti con questo nome vissero circa un secolo dopo i più importanti Atii, ma non si sa se siano imparentati o meno.

## Origine
La gens non sembra essere stata molto antica, anche se alcuni poeti la facevano discendere da Atys, figlio di Alba Silvio e padre di Capi. Atys fu il sesto re di Alba Longa, antica città del Lazio, che secondo la tradizione fu fondata da Ascanio, figlio di Enea e perciò considerata la città madre di Roma.

## Tria nomina

### Praenomina
Gli Atii sono noti per avere usato frequentemente alcuni dei più comuni praenomina dell'antica Roma, tra cui Lucio, Marco, Gaio, Publio e Quinto.

### Cognomina
I cognomina degli Atii furono Balbo, Rufo e Varo. Gli Atii Balbi provenivano dalla città di Ariccia. Lo studioso veneziano Paolo Manuzio ha ipotizzato che la famiglia dei Labieni appartenesse alla gens Atia, parere seguito dalla maggior parte degli scrittori moderni, tranne Ezechiel Spanheim.

## Membri della gens
- Lucio Azio: il primo tribuno della seconda legione durante la guerra con gli Istri nel 178 a.C.;[6]
- Gaio Attio Celso: pretore nel 65 a.C., esortò Cicerone a difendere Gaio Manilio;[7]
- Marco Azio Balbo: padre del pretore del 62 a.C.;
- Marco Azio M. f. Balbo: pretore nel 60 a.C. e nonno di Augusto;
- Azia maggiore: seconda moglie di Gaio Ottavio e madre di Augusto;
- Quinto Azio Varo: generale della cavalleria di Cesare;
- Gaio Azio: sostenitore di Gneo Pompeo durante la guerra civile;
- Publio Attio Varo: sostenitore di Pompeo durante la guerra civile, morto nella battaglia di Munda;
- Azio Rufo: generale dell'esercito di Pompeo in Grecia nel 48 a.C.;[8]
- Lucio Azio Macrone: console nel 134;

## Discendenza
Secondo alcuni storici, i discendenti di Quinto Azio Varo, illustre membro della Gens Atia, facevano parte di quell'aristocrazia romana di cui le popolazioni barbariche che conquistarono Roma si avvalsero per le loro competenze come amministratori dei territori nella penisola. 
Il nobile casato dei Compagnoni di Villamagna si diceva discendente della Gens Atia. Storicamente questa non può che rimanere un'ipotesi; tuttavia l'albero genealogico della famiglia risale fino ad un certo Atto Ottifredo (880 d.C.), della famiglia degli Actioni o Attoni, discendenti dalla fara longobarda degli Ottifredi. Gaio Atio (V secolo), discendendente dalla Gens Atia, fu il capostipite della nobile famiglia veronese Di Canossa.
In alcuni documenti antichi, è riportata la scritta nella lapide alla base dell'albero gentilizio, che sembrerebbe confermare quest'ipotesi: Compagnona Gens ricinae, totoque piceno carissima, olim dicta Atona, vel Actiona, ab Actio Varo delecto duce in bello civili adversus Caesarem imperatorem, cui temporibus primordiis civitates maceratenses nomen dederunt...